# 러시아의 연방대학교
연방대학교(러시아어: федеральный университет)는 러시아의 대학 개혁 정책에 따라, 연방관구를 중심으로 다양한 고등 교육 기관이 통폐합되어 설립된 대학교이다. 연방대학교의 설립은 러시아 연방 대통령의 계획에 따라 러시아 연방 정부에 의해 진행되며, 연방대학교의 관리는 러시아 연방 정부 및 각 지역의 공공 단체에 의해 운영된다.

## 연방대학교 목록
| 연방관구 및 학교명 | 연방관구 및 학교명 | 통합된 학교                                                                                                  | 설립일 | 소재지                                   |
| ------------------ | ------------------ | --- | ------ | ---------------------------------------- |
| 중앙 연방관구      | 없음               | |        |                                          |
| 남부 연방관구      | 남부연방대학교     | 로스토프국립대학교, 로스토프국립교육대학교, 로스토프국립건축예술아카데미, 타간로크국립라디오기술대학교       |        | 로스토프나도누(본교), 타간로크(캠퍼스)   |
| 북서 연방관구      | 발트연방대학교     | 칼리닌그라드국립대학교                                                                                       |        | 칼리닌그라드                             |
| 북서 연방관구      | 북부연방대학교     | 아르한겔스크국립기술대학교, 포모르국립대학교, 아르한겔스크임업기술대학교, 세베로드빈스크기술전문대학         |        | 아르한겔스크                             |
| 극동 연방관구      | 극동연방대학교     | 극동국립대학교, 태평양국립경제대학교, 극동국립기술대학교, 우수리스크국립교육대학교                           |        | 블라디보스토크(본교), 우수리스크(캠퍼스) |
| 극동 연방관구      | 북동연방대학교     | 야쿠츠크국립대학교, 사하국립교육대학교, 북부지역경제대학교, 북부응용생태대학교                               |        | 야쿠츠크                                 |
| 시베리아 연방관구  | 시베리아연방대학교 | 크라스노야르스크국립대학교, 크라스노야르스크건축건설아카데미, 크라스노야르국립기술대학교, 국립비철금속대학교 |        | 크라스노야르스크                         |
| 우랄 연방관구      | 우랄연방대학교     | 우랄국립대학교, 우랄국립기술대학교, 러시아연방과학아카데미 우랄지부                                          |        | 예카테린부르크                           |
| 볼가 연방관구      | 카잔연방대학교     | 카잔국립대학교, 타타르국립인문사범대학교, 카잔국립재정경제대학교, 옐라부시스키국립교육대학교                 |        | 카잔                                     |
| 북캅카스 연방관구  | 북캅카스연방대학교 | 북캅카스국립기술대학교, 스타브로폴국립대학교, 퍄티고르스크국립인문기술대학교                                 |        | 스타브로폴                               |